# CODE浮士德遊戲
《CODE 浮士德遊戲》（英語：CODE），2016年臺灣網路劇，首度以科幻為主的偶像劇。為集合電影首部自製網路電視劇，獲得文化部104年度補助製作行動寬頻影音節目補助，由吳慷仁、謝沛恩、張翰領銜主演。，2016年3月4日全劇正式殺青，於2016年10月1日起在愛奇藝台灣站上架，2017年1月21日在衛視電影台播出。2023年5月23日宣布改編為日劇《CODE-願望的代價-》由坂口健太郎主演。

## 播出時間
| 頻道         | 所在地 | 播映日期      | 播出時間 | 備註     |
| ------------ | ------ | ------------- | -------- | -------- |
| 愛奇藝台灣站 | 臺灣   | 2016年10月1日 | 19:00    | 網路首播 |
| 衛視電影台   | 臺灣   | 2017年1月21日 | 21:00    | 電視首播 |

## 劇情大綱
Alex（吳慷仁 飾）只是一個平凡且工作能力平平的銀行理財專員，因想讓未婚妻（謝沛恩 飾）以後過上有錢的好日子，聽信了公司的內線消息，卻一夜之間賠掉將近一半的存款積蓄，此時出現了謎樣的APP「CODE」，此APP宣稱可以實現任何願望，Alex開始胡亂許願，但也要完成CODE指定的任務「還願」，隨著願望越大，任務也越困難複雜，最後卻引發了一連串的犯罪事件。

## 演員列表

### 主要演員
| 演員   | 角色         | 介紹 |
| 吳慷仁 | Alex 陳偉辰  | 富達商業銀行理專部職員，個性溫吞踏實，工作能力平平的上班族，獲得Frank給的謎樣的APP「CODE」，被捲入一連串遊戲裡，當想離開遊戲時已來不及了。                                       |
| 謝沛恩 | Connie       | Alex的未婚妻，跟Alex在同一間銀行工作，最後一集假Alex與她通上電話，給了謎樣的APP「CODE」。                                                                                        |
| 張翰   | Frank 張志傑 | 之前也有玩APP「CODE」，但後因為無法完成「CODE」給的任務，遠離手機及網路改名為阿輝生活。                                                                                          |
| 賈孝國 | Bill 朱博祥  | Alex的上司，富達商業銀行襄理，對毫無業績的Alex十分苛刻，在第6集因為疑似侵占銀行公款850萬所以被警調帶回調查。最後一集出現在東京也開始使用APP「CODE」，許下的願望疑似是解決Alex 。 |

### 其他角色
| 演員                       | 角色       | 登場集數 |
| Aaron S.                   | 銀行業務   | 全劇     |
| 蘇煜㭿                     | 銀行業務   | 全劇     |
| 蘇鈞偉                     | 銀行業務   | 全劇     |
| 李薇（页面存档备份，存于） | 銀行業務   | 全劇     |
| 遠藤賢太                   | 銀行業務   | 全劇     |
| 王博世                     | 銀行業務   | 全劇     |
| 官韋良                     | 銀行業務   | 全劇     |
| 甘哲偉                     | 銀行業務   | 全劇     |
| 潘繡安                     | 銀行業務   | 全劇     |
| 許庭菘                     | 銀行業務   | 全劇     |
| 聶志湧                     | 銀行經理   | 6-7.10集 |
| 林旭元                     | 檢察官     | 6集      |
| 陳奕君                     | 保全警衛   | 1.4集    |
| 周建宏                     | 保全警衛   | 1.4集    |
| 何冠漢                     | 刑警       | 6.10集   |
| 陳漢桐                     | 刑警       | 6.10集   |
| 詹陳秀緞                   | Frank母親  | 8集      |
| James Tsai                 | 快遞       | 7集      |
| 若綺CHLOE                  | 咖啡廳美女 | 1集      |
| 吳俐靜                     | 護士       | 9集      |
| 蘇容儀                     | 護士       | 9集      |

## 獎項
| 年份 | 獲提名                                           | 獎項                                 | 結果 |
| ---- | ------------------------------------------------ | ------------------------------------ | ---- |
| 2017 | 邵慧婷、塗芳祥、詹大為、藍夢荷《CODE浮士德遊戲》 | 第52屆金鐘獎迷你劇集／電視電影編劇獎 | 提名 |